# Моначилиони
Моначилио̀ни (на италиански: Monacilioni) е село и община в Южна Италия, провинция Кампобасо, регион Молизе. Разположено е на 590 m надморска височина. Населението на общината е 600 души (към 2010 г.).